# نزاع هرمون اللحم البقري

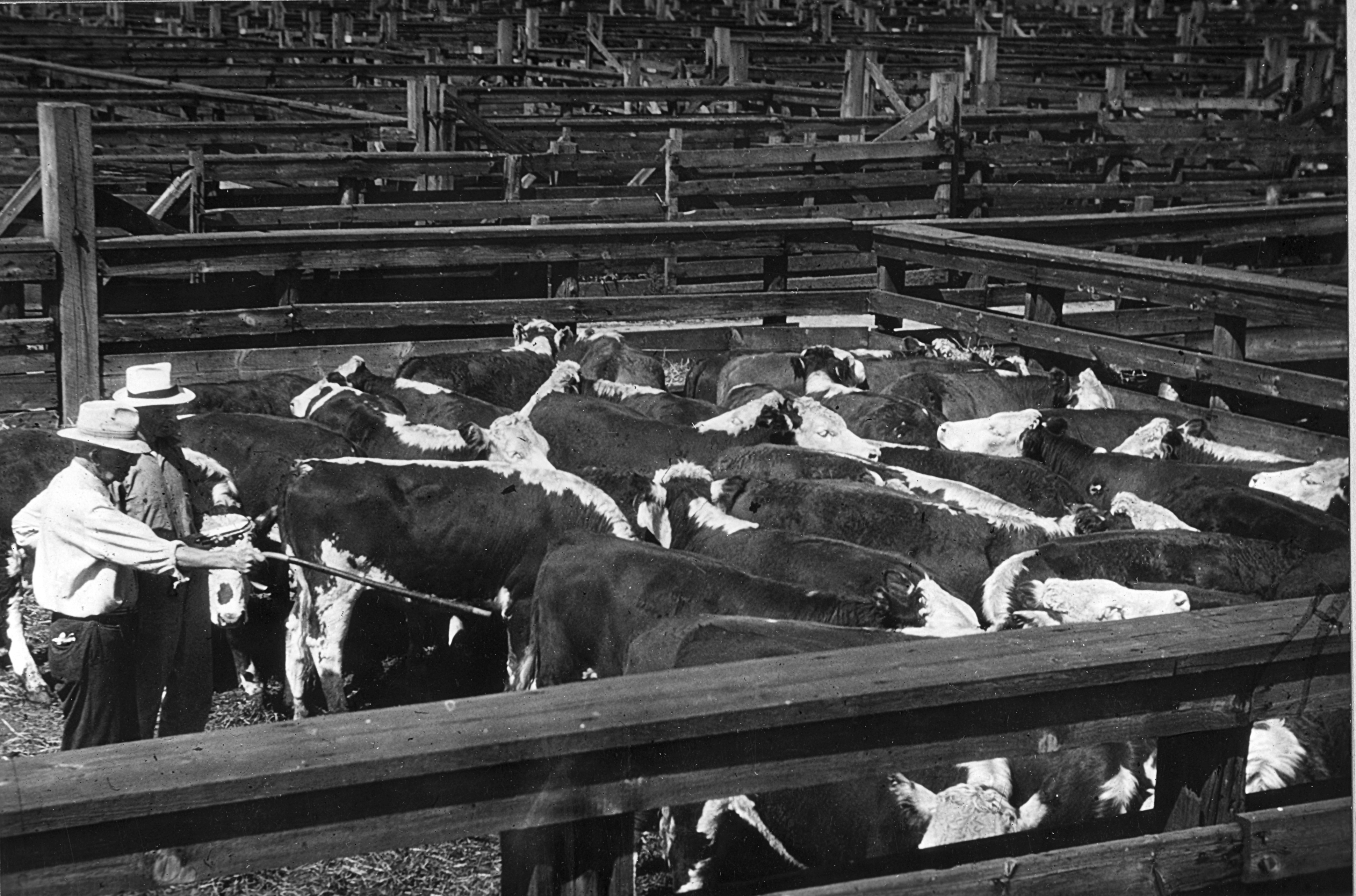
من الصعب التوصل إلى اتفاق الآراء حول استخدام هرمونات في اللحوم.

يعتبر نزاع هرمون اللحم أحد أكثر الخلافات الزراعية استعصاءً منذ إنشاء منظمة التجارة العالمية (WTO). يُطلق عليها أحيانًا حرب اللحم البقري في وسائل الإعلام، على غرار حرب لحم البقر بين المملكة المتحدة والاتحاد الأوروبي حول قضية مرض جنون البقر.
حظر الاتحاد الأوروبي استيراد اللحوم التي تحتوي على هرمونات نمو لحوم البقر الاصطناعية في عام 1989 المستخدمة في الولايات المتحدة. في الأصل، كان الحظر يشمل ستة من هذه الهرمونات ولكن عدل في عام 2003 لحظر هرمون واحد بشكل دائم - استراديول -17 - مع حظر استخدام الهرمونات الخمسة الأخرى مؤقتًا. تسمح قواعد منظمة التجارة العالمية بمثل هذا الحظر، ولكن فقط عندما يقدم دليلًا علميًا صالحًا على أن الحظر هو أحد تدابير الصحة والسلامة. عارضت كندا والولايات المتحدة هذا الحظر، ودعوا الاتحاد الأوروبي إلى هيئة تسوية النازعات التابعة لمنظمة التجارة العالمية. أصدرت هيئة تسوية المنازعات التابعة لمنظمة التجارة العالمية في عام 1997 حكماً ضد الاتحاد الأوروبي.